# Krzyż Einsteina

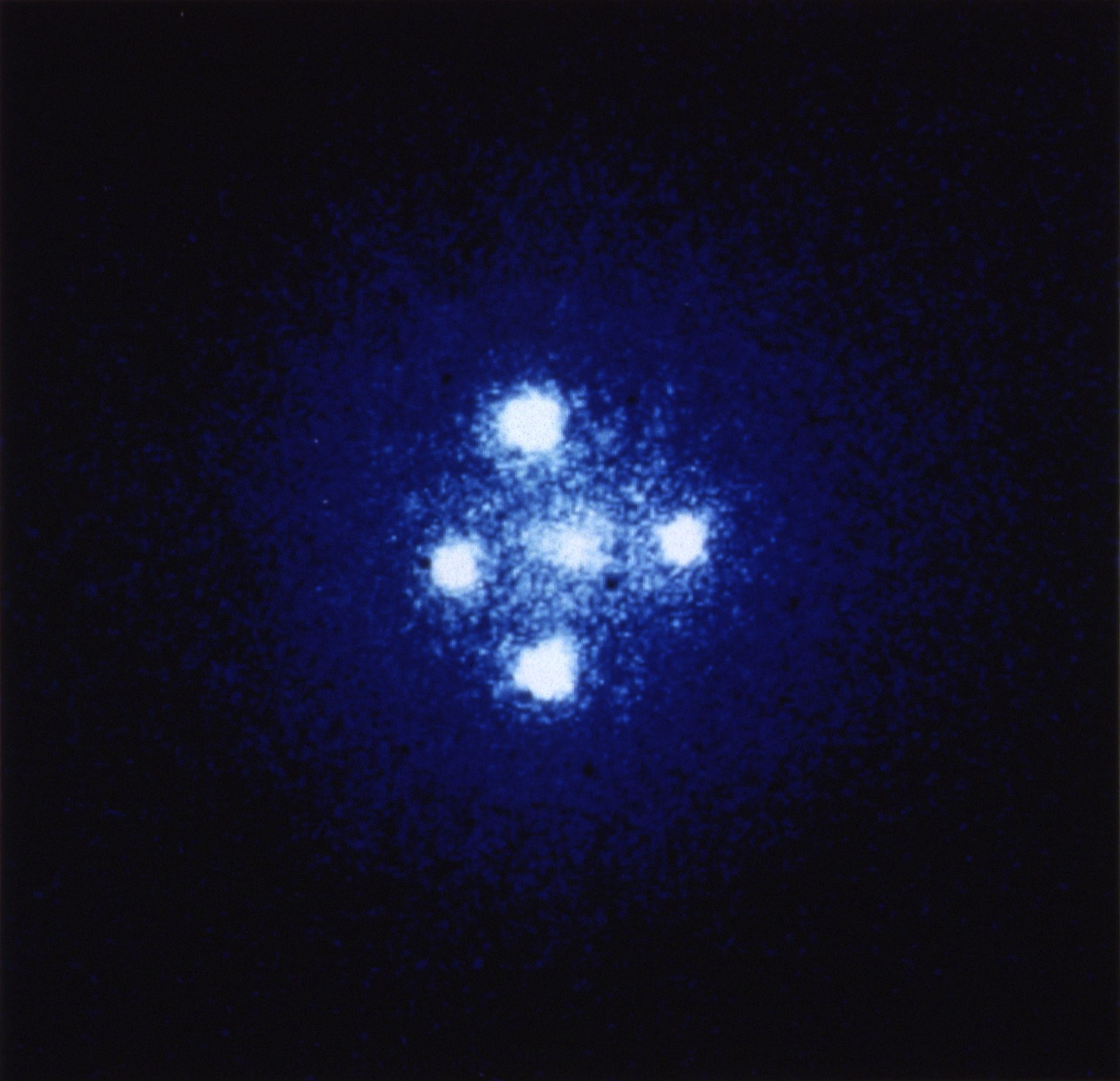
Obraz kwazara Q2237+030 - Krzyż Einsteina

Krzyż Einsteina – kwazar Q2237+030 (także QSO 2237+0305) leżący bezpośrednio za soczewką Huchry i przez nią soczewkowany grawitacyjnie, przez co z Ziemi widoczny jest jego poczwórny obraz. Odkryty w 1984 kwazar był pierwszym znanym tego typu obiektem widzianym z Ziemi w soczewce grawitacyjnej.
Zjawisko powstania wielokrotnych obrazów kwazara Q2237+030 o przesunięciu ku czerwieni 1,695 jest wywołane przez galaktykę spiralną ZW 2237+030 o przesunięciu ku czerwieni 0,0394, znajdującą się na linii widzenia między nami a kwazarem. Oprócz efektu makrosoczewkowania – powstania obrazów wielokrotnych – obserwuje się w tym źródle także zjawisko mikrosoczewkowania w poszczególnych obrazach, wywołane przez ruch poszczególnych gwiazd galaktyki soczewkującej. Badanie tego ostatniego zjawiska daje silne ograniczenia na rozmiar obszaru, z którego pochodzi promieniowanie optyczne kwazara. Według najnowszych badań wynosi on w tym obiekcie co najwyżej 2 × 1010 km (Vakulik i in. 2007) i jest to jak dotychczas najdokładniejszy pomiar tego typu w jakimkolwiek kwazarze.
Nazwa „Krzyż Einsteina” pochodzi od Alberta Einsteina, który przewidział zjawisko soczewkowania grawitacyjnego w ogólnej teorii względności.